# Jeff Funicello
Jeff Funicello – amerykański zapaśnik. Srebrny medalista mistrzostw panamerykańskich z 2004. Brązowy medal na mistrzostwach świata w Gi-Grapplingu w 2010 i dwa takie medale na mistrzostwach globu w zapasach plażowych w 2007 i 2008. Walczył także w kickboxingu i judo. W młodości w Arizona State University.